# Chionaema trigona
Chionaema trigona är en fjärilsart som beskrevs av Rothschild 1903. Chionaema trigona ingår i släktet Chionaema och familjen björnspinnare. Inga underarter finns listade i Catalogue of Life.